# Kairos-Palästina-Dokument
Das Kairos-Palästina-Dokument (Originaltitel: Die Stunde der Wahrheit. Ein Wort des Glaubens und der Hoffnung aus der Mitte des Leidens der Palästinenser) vom 11. Dezember 2009 ist ein Aufruf palästinensischer Christen an die weltweite Christenheit. Er beschreibt die Lage in den palästinensischen Autonomiegebieten als hoffnungslos und ruft dazu auf, sich der Kampagne Boycott, Divestment and Sanctions (BDS) anzuschließen, um diese Gebiete von Israels Besatzung zu befreien. Der Text versteht sich als palästinensische Befreiungstheologie, erneuert jedoch laut kritischen Textanalysen Kernmotive der antijudaistischen Substitutionstheologie.

## Entstehung

### Vorläufer
Das Kairos-Palästina-Dokument wiederholt gebündelt Grundmotive der palästinensischen Befreiungstheologie, die Naim Stifan Ateek mit seinem Werk Justice and only Justice – A Palestinian Theology of Liberation (1989) begründet hatte. Er bestritt darin jede historische, kulturelle und religiöse Kontinuität des heutigen Staates Israel zum biblischen Israel wie auch eine ethnische Kontinuität der meisten jüdischen Israelis zu den biblischen Israeliten, um den (von ihm so genannten) „christlichen Zionismus“ als falsche Bibelauslegung zu delegitimieren.
Direkte Vorläufer des Dokuments waren der „Aufruf von Amman“ von 2007 und die „Berner Perspektive“ von 2008, die beide bei Konferenzen des Ökumenischen Rats der Kirchen (ÖRK) entstanden. Diese Texte enthielten schon viele politische und theologische Positionen, die das Kairos-Palästina-Dokument dann aufnahm.

### Autoren
Fünfzehn palästinensische Christen, darunter zwölf Männer und drei Frauen, erstellten das Dokument in mehr als einem Jahr. Hauptautoren waren Naim Ateek, der lutherische Pfarrer Mitri Raheb und der freikirchliche Theologe Yohana Katanacho. Einige kirchliche Amtsträger wurden als Mitautoren genannt, darunter der 2008 emeritierte lateinische Patriarch Michel Sabbah und der griechisch-orthodoxe Erzbischof Atallah Hanna. Der lutherische Bischof Munib Younan zog seine Unterschrift einige Tage später zurück.
Die an der Entstehung unbeteiligten Kirchenführer in Jerusalem veröffentlichten am 15. Dezember 2009 einen kurzen Kommentar, der den Aufruf als Bitte um verstärkten Einsatz aller Christen für Frieden in der Nahostregion begrüßte, ohne Partei im Israel-Palästina-Konflikt zu ergreifen. Die Autorengruppe Kairos Palestine stellte ihren Text dem Dokument voran, so dass er als Einführung und Zustimmung dazu erschien. Sie stellten das Dokument damit als von den Kirchenführern der Region autorisiert und als repräsentativ für die Christen der Region dar.

### Publikation des ÖRK
Der ÖRK veröffentlichte den Aufruf am 11. Dezember 2009 als Kairos-Palästina-Dokument in insgesamt 20 Sprachen. Träger war das 2007 gegründete Palestine Israel Ecumenical Forum (PIEF), das interreligiöse und ökumenische Initiativen mit dem Ziel koordiniert, Israels Besetzung palästinensischer Gebiete gemäß UN-Resolutionen zu beenden. Der damalige ÖRK-Generalsekretär Samuel Kobia bezeichnete das Dokument als „frische Basis für den Kampf um Gerechtigkeit“ und legitimierte es damit als ÖRK-Position.

## Inhalt

### Titel
Der vom ÖRK hinzugefügte Titel war bewusst an das Kairos-Dokument afrikanischer Theologen von 1985 angelehnt, das die Überwindung des damaligen Apartheidssystems in Südafrika forderte. Der Titel verglich also die Lage in Palästina mit der von ideologischem Rassismus, staatlicher Rassentrennung und brutaler Unterdrückung geprägten Lage im früheren Südafrika.
Für die evangelischen Theologen Ekkehard W. Stegemann und Wolfgang Stegemann erneuerte die Veröffentlichung mit diesem Titel den Rassismusvorwurf gegen Israel: „Das Dokument brandmarkt Israel als rassistischen Apartheidsstaat.“ Auch der englischsprachige Begleittext der Autoren enthalte den Apartheidsvorwurf in dem Satz: Das palästinensische Volk sei „seit mehr als sechs Jahrzehnten mit Unterdrückung, Vertreibung, Leid und klarer Apartheid (clear Apartheid) konfrontiert.“ Dies sei eine offensichtliche „Leserlenkung“, wonach „der Staat Israel seit seiner Entstehung eindeutige Apartheidspolitik betreibe“. Diesen Vorwurf beinhalte auch der Aufruf zum umfassenden Israelboykott. Laut dem Neutestamentler Klaus Wengst erfasste der ÖRK-Titel die im Text nur angedeuteten Apartheidvergleiche und verschärfte damit die antiisraelische Ausrichtung des Dokuments enorm: „Israel wird damit zum Apartheidsstaat erklärt. Das ist unerträglich.“

### Lagebeschreibung
Die Einleitung bezeichnet das Dokument als „Schrei der Hoffnung, wo keine Hoffnung ist“, inmitten des Leidens der Palästinenser. Ihre aktuelle Lage sei aussichtslos. Die Entscheidungsträger betrieben nur Krisenmanagement, statt Lösungen zu suchen. Eine „Politik, die Menschen vernichtet“, gehe auch die Christen an. Teil 1 („Die Realität auf dem Boden“) benennt die israelische Besetzung palästinensischer Gebiete als Ursache des Unfriedens und verweist dazu auf:
- Grenzanlagen („Trennmauer“) auf palästinensischem Gebiet,
- Zerteilung palästinensischer Wohngebiete,
- Israels Gaza-Blockade,
- „unmenschliche Bedingungen“ im Gazastreifen nach dem „grausamen Krieg“ Israels (Operation Gegossenes Blei) von 2008 / 2009,
- Landraub durch den Bau israelischer Siedlungen,
- israelische Kontrolle von natürlichen Ressourcen, Wasser und Ackerland,
- tägliche Demütigung an israelischen Militärkontrollposten,
- Trennung von Familien, besonders wenn ein Ehepartner keinen israelischen Personalausweis besitze,
- Zugangsverbote für Christen und Muslime zu den heiligen Stätten Jerusalems,
- das verweigerte Rückkehrrecht palästinensischer Flüchtlinge,
- tausende palästinensische Gefangene in Israel,
- Verdrängung palästinensischer Bürger aus Jerusalem durch Konfiszieren ihrer Personalausweise, Zerstörung oder Enteignung ihrer Häuser,
- Israels Missachtung des Völkerrechts und internationaler Resolutionen, Menschenrechtsverletzungen,
- Diskriminierung palästinensischer Israelis,
- Auswanderung vieler ausgebildeter junger Palästinenser aus den besetzten Gebieten.

Dass Israel seine Besetzung und Repressalien gegen die Palästinenser als Selbstverteidigung rechtfertige, stelle die Realität auf den Kopf: Ohne israelische Besetzung „gäbe es auch keinen Widerstand“, sondern „eine neue Welt ohne Angst und Bedrohung […], in der Sicherheit, Gerechtigkeit und Frieden herrschen.“ Die Palästinensische Autonomiebehörde (PNA) habe den Friedensprozess mit Verhandlungen nicht vorangebracht. Israel habe den „Weg des bewaffneten Widerstandes“ anderer Parteien als Vorwand benutzt, „die Palästinenser des Terrorismus zu bezichtigen“ und so den Konflikt zum Antiterrorkrieg umzudeuten, obwohl die israelische Besetzung „auf legitimen palästinensischen Widerstand zu ihrer Beendigung stößt“. Die Spaltung der Palästinenser sei großenteils dadurch verursacht worden, dass das Wahlergebnis in Gaza von 2006 (Wahlsieg der Hamas) international nicht anerkannt worden sei.
Der Forderungsteil kennzeichnet den Ausdruck „Terrorismus“ in distanzierenden Anführungszeichen erneut als israelische Geschichtsverfälschung und macht Israel für bewaffnete Gewalt von Palästinensern verantwortlich: „Die Wurzeln des ‚Terrorismus‘ liegen in dem menschlichen Unrecht, das uns angetan wird, und in dem Übel der Besetzung.“ Diese Schuldzuweisung deckt sich mit der Position der Hamas, der PNA und der BDS-Kampagne.
Christliche Theologen in und außerhalb Palästinas kritisierten an der Lagebeschreibung vor allem:
- den Vergleich des zweifellos vorhandenen Rassismus in Israels Siedlerbewegung mit Südafrikas früherem gesamtstaatlich institutionalisierten Rassismus. So verwies der Pfarrer Shihadeh Jadallah aus Beit Jala darauf, dass Israel kein Rassentrennungsprogramm kenne, keine genozidale Politik betreibe und auch seine kollektiven Sanktionen nicht auf Auslöschung einer Volksgruppe zielten.
- die Gleichsetzung terroristischer Raketenangriffe und Selbstmordattentate gegen Israel mit legitimem Widerstand. Laut dem evangelischen Theologen Bertold Klappert unterschied das Kairosdokument von 1985 den Grenzfall legitimer Gegengewalt gegen übermächtige rassistische Staatsgewalt genau von terroristischer Willkürgewalt. Im Kairos-Palästina-Dokument dagegen fehle diese Unterscheidung und eine klare Verurteilung des Terrors der Hamas.
- das Weglassen oder Verschweigen interner Ursachen des Elends in den Palästinensergebieten, etwa durch Geldtransfers der EU gestützte korrupte palästinensische Führungseliten, den gewaltsamen Kampf zwischen Hamas und Fatah, antisemitische Schulbuchpassagen und Hassfilme im Westjordanland und Jordanien, innerisraelische Opposition zu den jüdischen Siedlern, palästinensische Opposition, interne Ursachen für das Versagen der PNA. Bertold Klappert fragte daher, ob die Autoren überhaupt eine umfassende differenzierte Gesellschaftsanalyse geleistet hätten.[10]
- die Behauptung, mit der Besetzung werde der Terror gegen Israel und der Unfrieden in der Region enden. Klaus Wengst zufolge hat die nach Israels Rückzug aus dem Südlibanon und dem Gazastreifen fortgesetzte Gewalt gegen Israel diese Sicht als Illusion erwiesen. Das entscheidende Problem sei die fehlende Anerkennung des Staates Israel durch mächtige Staaten der Region und von ihnen finanzierter militanter Palästinenser-Organisationen. Das Kairosdokument spreche diese Anerkennung nicht aus, sondern untergrabe sie indirekt, weil es mit keinem Wort an die Kriege arabischer Staaten gegen Israel, die Nichtintegration palästinensischer Flüchtlinge dort und Vertreibung hunderttausender Juden von dort erinnere. Daher zitierte Wengst den evangelischen Theologen Rolf Schieder: Das Dokument sei „frappierend selbstgerecht. Ein Bekenntnis eigener Schuld fehlt. Die Opferperspektive erstickt jede Selbstkritik.“[11] Malcolm Lowe zufolge war den Autoren bekannt, dass die nach Israels Abzug aus dem Gazastreifen an die Macht gelangte Hamas geschworen habe, ihre als „Widerstand“ verharmloste Terrorgewalt gegen Israel so lange fortzusetzen, wie der Staat Israel bestehe.[3]

### Theologie
Teil 2 („Ein Wort des Glaubens“) beginnt mit einem trinitarischen Glaubensbekenntnis: Der „Schöpfer des Universums und der Menschheit“ habe jeden Menschen zu seinem Ebenbild gemacht und so Menschenwürde begründet. Jesus Christus sei sein Gesandter für die Welt, der Gottes Willen (Gesetz und Propheten) erfüllt habe. Der Heilige Geist mache „uns“ die ganze Heilige Schrift verständlich. Jesu Botschaft vom nahen Reich Gottes habe eine „Revolution“ ausgelöst und „eine neue Lehre“ (Mk 1,27 ) gebracht, die ein „neues Licht“ auf das Alte Testament (AT) werfe. Daher dürfe Gottes lebendiges Wort nicht in „steinerne Buchstaben“ verwandelt werden. Eine „fundamentalistische Auslegung, die uns Tod und Zerstörung bringt“, benutze derzeit die Bibel, „um uns unserer Rechte und unseres Landes zu berauben.“ Dagegen sei die biblische Landverheißung „Auftakt zur vollständigen universellen Erlösung“ und „Beginn der Vollendung des Reiches Gottes auf Erden“. „Unser Land“ habe einen „universellen Auftrag“, die Bedeutung der biblischen Verheißungen (Land, Erwählung, Volk Gottes) zu erweitern und die ganze Menschheit einzuschließen, „angefangen bei allen Völkern, die in diesem Land wohnen“. Weil das Land wie die ganze Erde Gott gehöre, seien alle Bewohner darin verpflichtet, Gottes Willen zu befolgen und Krieg durch Versöhnung, Frieden und Liebe zu überwinden. Das sei möglich, weil Gott „uns als zwei Völker hierher gestellt“ habe, die mit aufrichtigem Willen gerecht und friedlich zusammenleben könnten. Christen und Muslime seien ebenso mit diesem Land verbunden wie jedes darin lebende Volk: „Es war Unrecht, dass wir aus dem Land vertrieben worden sind. Der Westen versuchte, das Unrecht, das Juden in den Ländern Europas erlitten hatten, wiedergutzumachen, aber diese Wiedergutmachung ging auf unsere Kosten in unserem Land.“ Bestimmte westliche Theologen versuchten, dieses Unrecht zu legitimieren. Ihre Bibelauslegung mache Gottes Verheißungen zur „Bedrohung für unsere nackte Existenz“. Die Verbundenheit der Palästinenser mit diesem Land sei „ein natürliches Recht“ und „eine Sache von Leben und Tod“. Sie müssten Gottes Wort gegen die falsche Auslegung verteidigen, damit das Evangelium frohe Botschaft bleibe. Jede Benutzung der Bibel für politisches Unrecht verwandle die Religion in eine Ideologie. Die israelische Besetzung sei „Sünde gegen Gott und die Menschen“, weil sie die Palästinenser ihrer von Gott verliehenen Menschenrechte beraube, ihr Ebenbild und das ihrer Besatzer entstelle. Theologische Rechtfertigungen der Besetzung seien ein widergöttlicher Aufruf zu Gewalt und zum heiligen Krieg im Namen Gottes.
Mehrere kritische Textanalysen zeigten, dass diese theologische Argumentation die traditionelle antijudaistische Enterbungstheologie fortsetzt und erneuert. Die Antisemitismusforscher Thomas Haury und Klaus Holz erläutern: Die Aussage, Jesus Christus sei zur Erfüllung von Gesetz und Propheten in die Welt gekommen, erkenne das AT an, entziehe es dem Judentum jedoch sofort mit der Aussage, dass Jesu „neue Lehre“ die Auslegung des AT universal revolutioniert habe. So spreche schon der Gott des AT hier nicht in und zu Israel, sondern in „unserem Land“. Das AT werde nur anerkannt, indem es entjudaisiert werde. Der traditionelle universalistische Anspruch des Christentums richte sich in einer doppelten Bewegung gegen den (von Christen so genannten) „jüdischen Partikularismus“: Das Christentum verleibe sich das Judentum als seine partikulare Vorgeschichte ein, enteigne und überwinde es damit, „so dass es theologisch tot ist“. Die Gegensatzpaare der Folgesätze verknüpften „jüdisch“ mit partikular, versteinerten und toten Buchstaben, Tod, Zerstörung und Landraub, „christlich“ dagegen mit universal, Leben, Recht und Erlösung der Menschheit. Das Dokument spreche dem Judentum die „Verheißungen, die Erwählung, das Volk Gottes und das Land“ ab, die in der jüdischen Bibel gerade zentral seien.
Laut Klaus Wengst betonen alle drei Glaubensartikel Gottes Bezug zur „Menschheit“, um von da aus die biblischen Verheißungen für Israel zu verallgemeinern. Dass Jesus Gesetz und Propheten erfüllt habe, solle das Verständnis des AT an seiner „neuen Lehre“ ausrichten. Deren „neues Licht“ sei hier der „universelle Auftrag“, die biblischen Landverheißungen nur noch als „Auftakt zur vollständigen universellen Erlösung“ zu verstehen. Damit spiele das Dokument Gottes Universalität gegen Israels Partikularität aus und löse Jesus aus seinem Volk heraus, um Israels biblische Erwählung aufzuheben. Es bringe die Begriffe „Land“ und „Israel“ nirgends miteinander in Verbindung. Israel erscheine ausschließlich als Besatzungsmacht, die Wendungen „unser Land“ und „dieses Land“ dagegen würden mehrfach nur auf die Palästinenser bezogen. Dabei werde auch der als Beleg angeführte Vers Hebr 1,1-2 , der eindeutig Juden als Nachfahren der biblischen Israeliten anrede, zur Anrede Gottes an die Palästinenser verfälscht. Die Forderung, das Unrecht der Nakba nach dem Holocaust zu korrigieren, sei eigentlich nur als Anspruch auf das gesamte ehemalige britische Mandatsgebiet und Nein zum Existenzrecht Israels zu verstehen. – Wengst führt seinen Leitsatz „Gott als Gott aller Welt ist und bleibt Israels Gott“ in einer detaillierten Bibelexegese aus und zeigt, dass das NT nicht nur die Geltung der Tora (Mt 5,17 ) und der jüdischen Prophetie (Mk 1,27 ; Mt 3,2 ), sondern gerade auch die biblische Landverheißung für Israel, die Einheit von Volk und Land und die Hoffnung auf Rettung aller Juden aus der Hand ihrer Feinde in diesem Land bekräftigt, auch nach Jesu Tod (Apg 1,6-8 ; Lk 2,30–32 ). Das sage nichts über eine bestimmte Staatsform Israels aus und legitimiere keine Besatzung: „Aber an der Existenzberechtigung des Staates Israels darf es nichts zu rütteln geben.“
Auch laut Bertold Klappert ersetzt das Dokument Israels bleibende Erwählung durch eine Erwählung aller Menschen zum Ebenbild Gottes und verankert das in einer verallgemeinernden Trinitätslehre: Der Schöpfer der Welt und Menschheit verallgemeinere die Erwählung Israels durch Jesus Christus zur Erwählung aller Menschen. Das beseitige die partikulare Erwählung Israels im Dienst aller Menschen, die Berufung Abrahams zum Segen (Gen 12,1-3 ) und Israels zum Licht und Zeugen für die Völker (Jes 42,6 ; Lk 2,32 ). Folglich seien Juden für das Dokument nur noch geschöpfliche Ebenbilder Gottes wie jeder Mensch, nicht mehr Teil des zuerst zum Dienst an allen Völkern berufenen Volkes Israel. Damit bestätige das Dokument indirekt die Judenfeindschaft der traditionellen Trinitätslehre und die Notwendigkeit, diese ganz auf die Erwählung Israels zu gründen, um den Ausschluss des erwählten Volkes auszuschließen. Zudem verallgemeinere das Dokument auch die biblische Verheißung des Landes an Israel zu einer „allgemeinen Theologie der Erde Gottes und des Erdkreises aller Völker bzw. der ganzen Menschheit“. Dabei werde übersehen, dass Jesus nach Mt 5,13  die zwölf erstberufenen Jünger zuerst als „Salz des Landes“ (Israel), danach als „Licht der Welt“ anredet; dass er nach Mt 1,20  auf Gottes Befehl in das „Land Israel“ zurückkehrt und dessen Grenzen nur in Ausnahmen, nicht grundsätzlich überschritt. Zugleich bedeute der Ausdruck „Land der Verheißung“ im AT kein geografisch fest definiertes Gebiet. In Hebr 11,9  bezeichne er eher das Lebens- und Wohnrecht der Israeliten und Juden im verheißenen Land, ebenso wie das Recht der Fremden innerhalb und der Völker außerhalb Israels. Das übersehe die jüdische Siedlerbewegung, wenn sie sich die biblischen Landverheißungen für Landraub aneigne.

### Forderungen
Teil 3 („Hoffnung“) verweist auf den prophetischen Auftrag der Kirche, wie Jesus täglich an der Seite der Unterdrückten, Armen und Sünder zu stehen und zur Wiederherstellung ihrer gottgegebenen Würde aufzurufen. Die lange Besatzung habe Palästinas Christen gelehrt, auf „die Kraft der Liebe, anstatt der Rache“ zu setzen. Teil 4 („Liebe“) folgert aus Jesu Gebot der Feindesliebe die aktive Bemühung, „das Böse zurechtzurücken und der Aggression Einhalt zu gebieten“. Das Unrecht der israelischen Besetzung müsse bekämpft und beseitigt werden, vor allem durch die betroffenen Palästinenser selbst. Sie müssten die gewaltsamen Widerstandsformen, die sie wie andere Völker anfangs gewählt hätten, durch einen friedlichen Kampf wie während der ersten Intifada ablösen. Vor allem müssten die militärisch starken Völker aufhören, Schwächeren ihr Unrecht aufzuzwingen. Die Christen müssten gegen die israelische Besetzung „kreativen Widerstand“ leisten, „die Menschlichkeit des Feindes ansprechen“ und ihn zwingen, „von seiner Aggression abzulassen“, um so „das Land, die Freiheit, die Würde und die Unabhängigkeit wiederzuerlangen“. Gewaltfreiheit sei angesichts der Entschlossenheit der Besatzungsbehörden Israels, „die uns das Existenzrecht verweigern“, schwer durchzuhalten, doch unbedingt erforderlich. Der Liebe gemäßer Widerstand setze „alle Kräfte in Bewegung, um Frieden zu stiften“, etwa durch zivilen Ungehorsam. Er dürfe keinen Tod bringen, sondern müsse das Leben schützen: „Wir haben Hochachtung vor allen, die ihr Leben für unsere Nation hingegeben haben, und sagen, dass jeder Bürger bereit sein muss, sein Leben, seine Freiheit und sein Land zu verteidigen.“ Zum friedlichen Widerstand gehöre, sich mit vielen Nichtregierungsorganisationen „für den Rückzug von Investitionen und für Boykottmaßnahmen der Wirtschaft und des Handels gegen alle von der Besatzung hergestellten Güter einzusetzen“. Diese Kampagne dürfe nicht Rache zum Ziel haben, sondern die Beseitigung des Unrechts, „die Befreiung beider Völker von den extremistischen Positionen der verschiedenen israelischen Regierungen“, Gerechtigkeit und Versöhnung für beide Seiten. Dann lasse sich wie von früheren Befreiungsbewegungen in Südafrika und anderswo „vielleicht die lang ersehnte Lösung unserer Probleme erreichen“ (4.2). Boykottmaßnahmen und der Abzug von Investitionen seien friedliche Mittel. Dabei verurteilten die Autoren alle Formen von Rassismus einschließlich Antisemitismus und Islamfeindlichkeit und baten die Mitchristen, das ebenfalls zu tun, zugleich aber auch „ein Wort der Wahrheit“ zur israelischen Besetzung palästinensischen Landes zu sagen (6.2).
Appelle an Israel (Teil 4.3), die Palästinenser (5), die Kirchen (6), die internationale Gemeinschaft (7), die religiösen Führungen von Juden und Muslimen (8) und nochmals an Israelis und Palästinenser (9) folgen aufeinander: Erstere sollten den Widerstand der Palästinenser gegen die Besetzung unterstützen und dem „teuflischen Zyklus der Gewalt“ widerstehen. Beide sollten „eine gemeinsame Vision“ suchen, „die sich auf Gleichberechtigung und Teilen gründet und nicht auf Überlegenheitsansprüche, auf die Negierung des anderen oder auf Aggressionen unter dem Vorwand der Angst und der Sicherheit.“ Statt eines religiösen jüdischen oder muslimischen Staates, der Diskriminierung, Ausgrenzung und privilegierte Gruppen schaffe, sollten Juden und Muslime einen von Gleichberechtigung,  Pluralismus, Achtung der Religion geprägten Staat für alle Bürger anstreben. Die palästinensischen Verantwortlichen sollten ihre derzeitigen Spaltungen beenden. Die Weltgemeinschaft solle diesen Einigungsprozess unterstützen. Jede politische Lösung solle sich auf die Friedensvision Jes 2,2-4  (Schwerter zu Pflugscharen) stützen und auf die internationalen Resolutionen zu Jerusalem, das als heilige Stadt dreier Religionen und zweier Völker anerkannt werden müsse.
Bertold Klappert stellt fest, dass das Dokument an keiner Stelle eine Zweistaatenlösung erwähnt, sondern einen jüdischen und muslimischen Staat ausdrücklich ablehnt und „vage und abstrakt“ einen Staat fordert, der nicht auf der Herrschaft einer Religion oder Mehrheit beruht. Zuletzt plädiere es für einen „neuen Menschen“ und ein „neues Land“. Demgemäß spreche das Dokument jüdische Israelis immer als Juden, nie als Staatsbürger an. Es lasse offen, aus welchen besetzten Gebieten sich Israel zurückziehen solle, und ob ein pragmatischer Landausgleich im Rahmen einer Zweistaatenlösung oder aber eine Ein-Staat-Lösung angestrebt werde. Dahinter stehe offenbar das Ziel eines arabisch-palästinensisch dominierten „binationalen Einheitsstaates“. Damit unterstütze das Dokument indirekt die politischen Ziele der Hamas, den Staat Israel „im Bündnis mit dem Terrorstaat Iran und der syrischen Hisbollah“ zu vernichten. Wegen der die Bibel verfälschenden Rede von „unserem Land“ betrachtete auch Klaus Wengst „den schön klingenden Aufruf in 9.1“ zu einer gemeinsamen Vision „mit äußerster Skepsis […], wie er denn wohl verstanden sei.“
Klaus Holz und Thomas Haury erkennen an, dass das Dokument sich gegen Antisemitismus und Gewalt und für friedliche Kooperation ausspricht. Doch bleibe es vage bezüglich der drei BDS-Forderungen und lasse offen, welche Staatsform aus dem Satz „Gott hat uns als zwei Völker hierher gestellt“ folgen soll. Die ausschließliche Schuldzuweisung an Israel und betonte Gewaltfreiheit seien für BDS typisch. Im Unterschied zu BDS argumentiere das Dokument aber christlich-theologisch, um weltweite christliche Solidarität anzumahnen. Aus seiner Enterbungstheologie folge politisch konsequent, dass Juden keinerlei durch das AT verbürgten partikularen Anspruch auf das Land Israel erheben könnten. Die Autoren enterbten das Judentum von seinem religiösen und historischen Anspruch auf das Land Israel und erhöben zugleich einen nationalistischen Anspruch auf dieses Land, indem sie die Präsenz von Christen und Muslimen dort als „natürliches Recht“ darstellen, das ideologische und theologische Ansprüche übertreffe. Widerspruch des jüdischen oder christlichen Zionismus gegen diesen Besitzanspruch würde laut dem Dokument Gottes Wort seine Heiligkeit, Universalität und Wahrheit rauben. Demgemäß wiederholten die Autoren unmittelbar nach dem Vorbehalt, Widerstand müsse Leben schützen, die klassische nationalistische Würdigung aller, „die ihr Leben für unsere Nation hingegeben haben“. Damit erweise sich das Dokument als „Verknüpfung eines antijudaistischen Universalismus mit einem nationalistischen Partikularismus, wie er für den modernen christlich-nationalen Antisemitismus typisch ist und hier auf eine spezifisch palästinensische Identität hin reformuliert wird.“

## Folgen

### Netzwerk
Weil der ÖRK das Dokument veröffentlichte, wurde es weltweit beachtet und vor allem in den protestantischen Kirchen debattiert. In den Folgejahren bildeten sich viele christliche und kirchliche Unterstützergruppen. In Deutschland gehören dazu unter anderen der Israel-Palästina-Solidaritätskreis Darmstadt, die Solidarische Kirche im Rheinland und die PalästinaIsraelZeitung für Völkerrecht und Menschenrechte. Sie bilden ein loses Kairos-Palästina-Solidaritätsnetz innerhalb der Organisation Kairos Europa. Deren führender Vertreter ist der evangelische Theologe Ulrich Duchrow. Diese Gruppen werben für die BDS-Kampagne und vertreten dabei öfter auch antijudaistische Stereotype.
Bei einer Konferenz 2011 in Bethlehem schlossen sich die Unterstützergruppen zum Global Kairos Network zusammen. Unter der koordinierenden Leitung von Kairos Palestine mit Sitz in Bethlehem sind sie als Teil der internationalen BDS-Kampagne aktiv.
In den USA bildeten Kirchenvertreter 2012 die überkonfessionelle Gruppe Kairos USA, die ein Ende der ökonomischen und militärischen Unterstützung Israels durch die Vereinigten Staaten fordert.
Weitere Unterstützergruppen nennen sich Friends of Sabeel, nach dem von Naim Ateek im Jahr 1989 gegründeten Sabeel Ecumenical Liberation Theology Center. Auch sie unterstützen die BDS-Kampagne oder sind Teil davon. Die Gruppe Friends of Sabeel USA richtete dazu bis 2012 nach Eigenangaben 32 Konferenzen aus. An der 13. Kairos-Palästina-Konferenz im Dezember 2022 in Bethlehem nahmen rund 180 Personen teil.

### Christen und Kirchen in Deutschland
In Deutschland versuchten leitende Kirchengremien meist diplomatisch zwischen Würdigung und Kritik des Dokuments zu vermitteln, auch aus Rücksicht auf erhebliche israelfeindliche Strömungen unter ihren Mitgliedern. Nur selten wurden dabei die tragenden theologischen Begründungsmuster des Aufrufs analysiert. Die „Arbeitsgemeinschaft Christlicher Kirchen in Baden-Württemberg“ stellte eine umfangreiche „Arbeitshilfe zum Kairos-Dokument“ zusammen, die an alle Pfarrämter der 26 Mitgliedskirchen versandt wurde.
Die deutsche Evangelische Mittelost-Kommission (EMOK) gab am 22. April 2010 eine Erklärung ab, die sich die Kirchenkonferenz der EKD im Jahr 2011 zu eigen machte. Sie bewertet die implizite Anerkennung einer Zwei-Staaten-Lösung und damit des Existenzrechts Israels als positiv und unterstützt die Absage an religiöse Fundamentalismen und die Bitte der palästinensischen Christen um intensivere Kontakte und Besuche der Christen in Palästina. Sie würdigt Verständigungsbereitschaft, Gewaltfreiheit und den Verzicht auf Rache. Kritisiert wurde die Sicht auf die Besetzung als einzigen Grund für die Leiden der Palästinenser, die Unklarheit in Bezug auf das »besetzt« genannte Gebiet (die im Sechstagekrieg 1967 eroberten Gebiete oder das Staatsgebiet Israels von 1948?), fehlende Kritik am Terrorismus und an der grundsätzlichen Infragestellung Israels durch islamische palästinensische Gruppen und eine unklare Abgrenzung von Selbstmordattentätern, die andere Menschen mit in den Tod reißen. Die Kritik an »fundamentalistischen« theologischen Positionen wurde geteilt, aber um eine Präzisierung dieses Begriffs gebeten. Die Forderung nach einem allgemeinen Boykott Israels wurde mit Verweis auf den Judenboykott der Nationalsozialisten abgelehnt.
Der Jerusalemsverein sprach sich für ein Ende der Besetzung und eine Anerkennung des Staates Palästina durch die UNO aus und bejahte das Recht der Palästinenser auf gewaltfreien Widerstand, erwartete aber von den Christen eine deutlichere Abgrenzung von der von Palästinensern ausgehenden Gewalt. Ein auf die israelischen Siedlungen im Westjordanland begrenzter Boykott wurde befürwortet, ein genereller Boykott Israels aber abgelehnt. Der besondere Bund Gottes mit dem jüdischen Volk dürfe nicht für Gebietsansprüche missbraucht werden, aber auch nicht hinter dem universellen Segnungsauftrag Gottes für alle Menschen verschwinden. Begrüßt wird das Bekenntnis zu Gewaltfreiheit und Abbau von Feindbildern in der Erziehung.
Pfarrer Klaus Müller, Beauftragter der Badischen Landeskirche für das Christlich-Jüdische Gespräch, kritisierte im August 2011 die einseitige Schuldzuweisung des Papiers an Israel, die Gleichsetzung seiner Gründung mit einer Katastrophe (nakba) und den Vergleich mit der Apartheid in Südafrika. Er warf den Verfassern vor, an überlebten Konzepten der „Ablösungstheologie“ (die Kirche löst Israel als Gottesvolk ab) festzuhalten, die im christlich-jüdischen Dialog überwunden worden seien.
Im selben Monat veröffentlichte das Deutsche Pfarrerblatt einen israelfeindlichen Artikel von Jochen Vollmer,  der eine heftige Debatte auslöste. Vollmer behauptete: Schon Israels Staatsgründung 1948 sei Unrecht gegen die Palästinenser und Landraub gewesen, gegen das auch gewaltsamer Widerstand legitim sei. Mit der Gründung Israels hätten europäische Christen ihre Mitschuld an der Schoa verdrängt. Erinnerung müsse den Opfern und Tätern des Holocaust ebenso wie denen des Staates Israel gelten. Israel sei keine Demokratie, sondern existiere auf der Basis von Vertreibungen und strebe ein Großisrael durch Raub an. Der Rheinische Synodalbeschluss von 1980, der Israels Staatsgründung als „Zeichen der Treue Gottes“ bezeichnet hatte, sei bloß eine illusorische Kompensation für die christliche Mitschuld an der Schoa. Damit verknüpfte Vollmer laut dem Judaisten Christian Wiese antijudaistische, antizionistische und antisemitische Stereotype auf extreme Weise. Die Debatte darum zeigte laut Thomas Haury und Klaus Holz den weiterwirkenden Antijudaismus unter deutschen Pfarrern.
Michael Volkmann, Pfarrer für das Gespräch zwischen Christen und Juden der Evangelischen Landeskirche in Württemberg, kritisierte ebenfalls die einseitige Schuldzuweisung an Israel und fehlende palästinensische Selbstkritik des Dokuments. Die Bezeichnung der Besetzung als Sünde sei „theologisch überzogen“. Die Autoren unterschätzten die positiven Auswirkungen der Autonomieregelung und versuchten, die theologische Beziehung zwischen Volk und Land Israel aufzulösen, die für Christen in Deutschland zentral sei.
Nikolaus Schneider, damals Präses der Rheinischen Kirche, verwies auf den Beschluss der Rheinischen Synode von 1980, der die Existenz des Staates Israel als Zeichen der Treue Gottes zu seinem auserwählten Volk sieht. Reinhold Robbe, Vorsitzender der Deutsch-Israelischen Gesellschaft, übte an dem Papier und seiner Rezeption in der Kirche heftige Kritik und nannte es »pseudochristlich«.

### Christen und Kirchen anderer Staaten
Der Schweizerische Evangelische Kirchenbund bewertete den ökumenischen Ansatz des Dokuments positiv und unterstützte die Autoren in der Absage an Gewalt, Fanatismus, Rache und die Instrumentalisierung der Religion für politische Zwecke. Er hielt aber die Bezeichnung der Besetzung als »Sünde« für unangemessen und bemängelte, dass an israelische und palästinensische Gewalt verschiedene Maßstäbe angelegt wurden. Auch die einseitige Schuldzuweisung an Israel, der Vergleich der Besetzung mit der südafrikanischen Apartheid und der Boykottaufruf gegen Israel als Ganzes wurden abgelehnt, ein Boykott von Produkten der Siedlungen in den besetzten Gebieten hingegen bejaht.
Die Reformierte Kirche der Niederlande begrüßte in einer Stellungnahme das Bekenntnis des Papiers zur Gewaltfreiheit. Sie erklärte zwar die Präsenz der Juden in Israel als Zeichen des Versprechens Gottes an sein Volk, sprach sich aber gegen einen Missbrauch der Bibel für politische Zwecke aus.
Die Schwedische Kirche erklärte, ihr Engagement für ein Ende der Besetzung verstärken zu wollen, und sprach sich für Sanktionen gegen israelische Siedlungen aus.
Zustimmung erfuhr das Papier von der United Church of Christ, den Disciples of Christ und der Episcopal Peace Fellowship der Episcopal Church in den USA, die auch die Forderung nach einem Boykott israelischer Siedlungen übernahmen.
Die Church of England bezeichnete das Dokument als eindrucksvolles Beispiel der Befreiungstheologie und verwies auf ihre klare Ablehnung des sogenannten christlichen Zionismus. Den Boykottaufruf des Dokuments unterstützte sie aber nicht.
Die römisch-katholische Kirche gab zu dem Dokument keine offizielle Stellungnahme ab, einzelne ihrer Untergliederungen sprachen aber ihre Zustimmung aus und kritisierten die vorbehaltlose Unterstützung der Politik Israels mit biblischen Begriffen, da sie von der modernen Bibelwissenschaft nicht gedeckt sei.
Im Januar 2014 unterstützten mehr als sechzig Kirchenführer und Theologen aus Südafrika das Dokument und seine Forderungen.

## Weiterführende Informationen